# Aija Putniņa
Aija Putniņa, coniugata Jurjāne (Riga, 15 gennaio 1988), è una cestista lettone.

## Carriera
Il 30 dicembre 2014 passa alla Fila San Martino, società militante in Serie A1.
Con la Lettonia ha disputato i Giochi olimpici di Pechino 2008, i Campionati mondiali del 2018 e quattro edizioni dei Campionati europei (2009, 2011, 2015, 2017).